# Arthur Smith Woodward

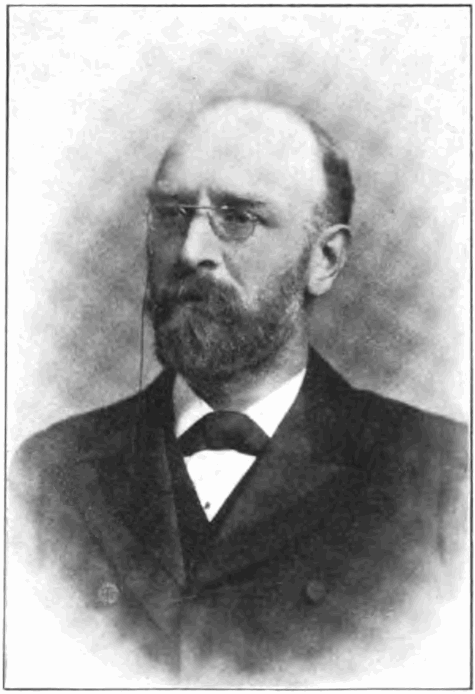
Arthur Smith Woodward

Sir Arthur Smith Woodward (* 23. Mai 1864 in Macclesfield, Cheshire, England; † 2. September 1944 in Haywards Heath, Sussex) war ein britischer Paläontologe.

## Leben und Wirken
Woodward verbrachte Kindheit und Schulzeit in Macclesfield. Danach zog er nach Manchester und studierte am dortigen Owens College.
1882 begann Woodward für das British Museum zu arbeiten. Etwa zehn Jahre später war er „Assistant Keeper of Geology“. 1901 wurde er der Verwalter („keeper“) der paläontologischen Abteilung des British Museum. Diese Stellung hatte er bis 1924 inne. Während seiner Anstellung am British Museum forschte Woodward an ausgestorbenen Wirbeltieren, vor allem Fischen. Er unternahm Forschungsreisen unter anderem nach Südamerika und Griechenland.
1904 wurde er Präsident der Geological Society of London.
Der Fund des „Piltdown-Menschen“, der ihm von Charles Dawson zugetragen wurde, begründete einerseits Woodwards Ruhm zu Lebzeiten, brachte ihn andererseits jedoch nach seinem Tode in Verruf. Nachdem ihm der Fund gebracht wurde und er den Fundort sowie die Schädelknochen ausgiebig untersucht hatte, präsentierte er den Fund am 18. Dezember 1912 vor einer Versammlung der Geological Society of London. Der „Piltdown-Mensch“ wurde auf ein hohes Alter von mehreren 100.000 Jahren datiert und zum „missing link“ der menschlichen Evolutionsgeschichte hochstilisiert, womit Woodward Weltruhm erlangte. Der Fund stellte sich erst 1953, nach Woodwards Tod, als eine Fälschung heraus. Obwohl der Fälschungshergang bis heute nicht genau rekonstruiert werden konnte, zählt Woodward zu den Hauptverdächtigen.
1921 ordnete Woodward den fossilen Schädel Kabwe 1 aus Broken Hill, Nordrhodesien (heute: Kabwe in Sambia) als Holotypus der neuen Art Homo rhodesiensis zu.

## Ehrungen
Am 6. Juni 1901 wurde Woodward als Mitglied („Fellow“) in die Royal Society gewählt, die ihn 1917 mit der Royal Medal auszeichnete. 1914 erhielt er die Clarke-Medaille der Royal Society of New South Wales. 1924 wurde er zum Ritter geschlagen. Er war auch Mitglied der Geological Society of London, die ihm 1896 die Lyell-Medaille und 1924 die Wollaston-Medaille verlieh. Ebenso war er Mitglied der Linnean Society of London, von der er 1940 die Linné-Medaille erhielt. 1925 wurde er Mitglied der Leopoldina,  1912 Mitglied und 1926 korrespondierendes Mitglied der Paläontologischen Gesellschaft. Seit 1925 war er Ehrenmitglied der damaligen Sowjetischen Akademie der Wissenschaften 1933 wurde er korrespondierendes Mitglied der Bayerischen Akademie der Wissenschaften. Die Académie royale des Sciences, des Lettres et des Beaux-Arts de Belgique wählte ihn 1936 zum assoziierten Mitglied.

## Schriften (Auswahl)
Bücher
- Catalogue of the fossil fishes in the British Museum (Natural History). 4 Teile, London 1889–1901:
  - Part I: Elasmobranchii. London 1889 (Digitalisat).
  - Part II: Elasmobranchii (Acanthodii), Holocephali, Ichthyodorulites, Ostracodermi, Dipnoi, and Teleostomi (Crossopterygii and Chondrostean Actinopterygii). London 1891 (Digitalisat).
  - Part III: Actinopterygian Teleostomi of the orders Chondrostei (concluded), Protospondyli, Aetheospondyli, and Isospondyli (in part). London 1895 (Digitalisat).
  - Part IV: Actinopterygian Teleostomi of the sub-orders Isospondyli (in part), Ostariophysi, Apodes, Percesoces, Hemibranchii, Acanthopterygii and Anacanthini. London 1901 (Digitalisat).
- A catalogue of British fossil vertebrata. London 1890 (Digitalisat) – mit Charles Davies Sherborn.
- The fossil fishes of the English chalk. 7 Teile, Palaeontographical Society, London 1902–1912 (Digitalisat).

Zeitschriftenbeiträge
- On the Cretaceous selachian genus Synechodus. In: The geological magazine: Or, Monthly journal of geology. Neue Folge, 3. Dekade, Band 5, Nr. 11, 1888, S. 496–499 (Digitalisat, doi:10.1017/S0016756800182767).
- Note on the occurrence of a species of Onychodus in the Lower Old Red Sandstone Passage Beds of Ledbury, Hertfordshire. In: The geological magazine: Or, Monthly journal of geology. Neue Folge, 3. Dekade, Band 5, Nr. 11, 1888, S. 500–501 (Digitalisat, doi:10.1017/S0016756800182779).
- Palaeoichthyological notes. In: The Annals and magazine of natural history; zoology, botany, and geology. 6. Folge, Band 3, London 1889, S. 297–302 (Digitalisat).
- The fossils fishes of the Hawkesbury Series at Gosford (= Memoirs of the Geological Survey of New South Wales. Palaeontology Nr. 4). 1890 (Digitalisat).
- On the Lower Devonian fish-fauna of Campbellton, New Brunswick. In: The geological magazine: Or, Monthly journal of geology. Neue Folge, 3. Dekade, Band 9, Nr. 1, 1892, S. 1–16 (Digitalisat, doi:10.1017/S0016756800188533).
- The fossil fishes of the Talbragar Beds (Jurassic?) (= Memoirs of the Geological Survey of New South Wales. Palaeontology Nr. 9). 1895  (Digitalisat).
- On the discovery of a palaeolithic human skull and mandible in a flint-bearing gravel overlying the Wealden (Hastings Beds) at Piltdown, Fletching (Sussex). In: The Quarterly journal of the Geological Society of London. Band 69, London 1813, S. 117–123 (Digitalisat, doi:10.1144/GSL.JGS.1913.069.01-04.10) – mit Charles Dawson.
- Supplementary note on the discovery of a palaeolithic human skull and mandible at Piltdown (Sussex). In: The Quarterly journal of the Geological Society of London. Band 70, London 1814, S. 82–93 (Digitalisat, doi:10.1144/GSL.JGS.1914.070.01-04.05) – mit Charles Dawson.
- On a new Ostracoderm (Euphanerops longaevus) from the Upper Devonian of Scaumenac Bay, Province of Quebec, Canada. In: The Annals and magazine of natural history; zoology, botany, and geology. 7. Folge, Band 5, Nr. 29, 1900, S. 416–419 (Digitalisat).
- On the Cretaceous formation of Bahia (Brazil), and on vertebrate fossils collected therein. In: The Quarterly journal of the Geological Society of London. Band 63, 1907, S. 128–139 (Digitalisat, doi:10.1144/GSL.JGS.1907.063.01-04.11) – mit Joseph Mawson.
- A new cave man from Rhodesia, South Africa. In: Nature. Band 108, 1921, S. 371–372 (doi:10.1038/108371a0).

Sonstige
- Pisces. In: Charles R. Eastman (Hrsg.): Text-book of palaeontology. Band 2, Macmillan & Co., London 1902, S. 2–114 (Digitalisat).